# 2e millennium
Het tweede millennium was de periode van duizend jaar die begon op 1 januari 1001 en eindigde op 31 december 2000. Het omvat de hoge middeleeuwen, de renaissance, de vroegmoderne tijd, het tijdperk van kolonialisme, industrialisatie, de opkomst van natiestaten, en resulteert in de 20e eeuw met de impact van wetenschap, wijdverspreid onderwijs, en universele gezondheidszorg en inentingen in veel naties. De eeuwen van uitbreidende grootschalige oorlogsvoering met hightech wapens (van de wereldoorlogen en kernwapens) worden gecompenseerd door groeiende vredesbewegingen van de Verenigde Naties, het Vredeskorps, religieuze campagnes die waarschuwen voor geweld, plus artsen en verplegers die grenzen overschrijden om verwondingen en ziekten te behandelen en de opkomst van sport en recreatie
Wetenschappers zegevieren bij het uitleggen van intellectuele vrijheid; mensen zetten hun eerste stappen op de Maan tijdens de 20e eeuw; en nieuwe technologie wordt ontwikkeld door regeringen, industrie en academiën over heel de wereld, met onderwijs dat gedeeld wordt door vele internationale wetenschappelijke congressen en tijdschriften. De ontwikkeling van boekdrukkunst, radio en televisie verspreidt informatie wereldwijd, in een paar minuten, in geluid, beeld en print-beeldformaat om te onderwijzen, vermaken en miljarden mensen te alarmeren bij het einde van de 20e eeuw.
Vanaf de 16e eeuw migreren mensen van Europa, Afrika en Azië vrijwillig of gedwongen, naar de Nieuwe Wereld, en zo begint het alsmaar versnellende proces van mondialisering. De verweven internationale handel leidt naar de vorming van multinationale ondernemingen, met thuiskantoren in meerdere landen. Internationale zakelijke ondernemingen verminderen de impact van nationalisme in de populaire gedachte.
De wereldbevolking verdubbelt in de eerste zeven eeuwen van het millennium, (van 310 miljoen in het jaar 1000 naar 600 miljoen in het jaar 1700), en vertienvoudigt later in de laatste drie eeuwen, met het overschrijden van 6 miljard in het jaar 2000.

## Kalender, bevolking en klimaat
Het tweede millennium is een tijdsperiode die begint op 1 januari 1001 en eindigt op 31 december 2000. Dit is de tweede periode van duizend jaar Anno Domini.
De Juliaanse kalender wordt gebruikt in Europa bij het begin van het millennium, en alle landen die ooit de Juliaanse kalender gebruikten, hebben de Gregoriaanse kalender overgenomen op het einde van het millennium. Dus de einddatum wordt altijd berekend volgens de Gregoriaanse kalender, maar de begindatum is meestal volgens de Juliaanse kalender (of occasioneel de Proleptische Gregoriaanse kalender).
Het tweede millennium wordt vaak (zij het onjuist) geacht één jaar vroeger te beginnen en te eindigen, dus startend bij het begin van 1000 en eindigend op het einde van 1999. Vele publieke vieringen voor het einde van het millennium werden gehouden op 31 december 1999 - 1 januari 2000 - met maar weinig op de werkelijke datum een jaar later. De onnauwkeurigheid komt voort uit de veronderstelling dat er een jaar nul is, maar dit is niet het geval voor deze kalender.

Het middeleeuws klimaatoptimum, ook wel bekend als de middeleeuwse zomer of de middeleeuwse warme periode (MWP), is een periode ten tijde van de hoge middeleeuwen met een significant hogere temperatuur dan de voorafgaande en navolgende  perioden. De middeleeuwse warme periode  duurt grofweg van 950 tot 1250. Het warmere klimaat manifesteert zich vooral op het noordelijk halfrond. Na de dertiende eeuw koelt het klimaat af, wat vanaf de zestiende eeuw tot de kleine ijstijd leidt.
Vanaf 1650 begint op alle continenten de bevolking in versneld tempo toe te nemen. Afrika blijft als enige achter; voor 1900 is daar nauwelijks sprake van bevolkingsgroei. In Europa is de toename het grootst. Rond 1900 woont bijna een kwart van de wereldbevolking in Europa.

## Godsdienst
- Het Oosters Schisma is de scheuring binnen de christelijke kerk in 1054 tussen de Oosters-orthodoxe kerken aan de ene kant en de Rooms-Katholieke Kerk aan de andere kant. Een van de twistpunten is het leergezag van de bisschop van Rome.

De twee kerken komen overeen te worden herenigd in 1274 bij het Tweede concilie van Lyon en in 1439 bij het Concilie van Florence, maar in beide gevallen worden de concilies door de orthodoxe kerk tegengesproken. Er wordt gesteld dat de prelaten door in te stemmen met deze zogenaamde
"herenigingen" hun mandaat te buiten zijn gegaan. Op het Oosters Schisma volgt in de 14e eeuw nog een Westers Schisma, waarin de geloofsleer echter geen rol speelt.
- Terwijl de oosters-orthodoxen zich vrij moeiteloos scharen onder het Byzantijnse Rijk, ontstaat in het westen een rivaliteit tussen de paus en de keizer van het Heilige Roomse Rijk, die ontaardt in de Investituurstrijd. Pausen en keizers zetten elkaar af en benoemen tegenpausen en tegenkoningen. Het Concordaat van Worms lost dit voorlopig op, maar pas de scheiding van kerk en staat schept in de 19e eeuw duidelijkheid in de verhoudingen.

Vaak wordt een kloosterorde gesticht door idealistische monniken, die in alle eenvoud het samenleven van de eerste christenen zoals beschreven in het Nieuwe Testament, proberen na te volgen. Door het succes van deze ordes groeien ze soms uit tot grote en welvarende instellingen, waar de idealen van het begin nogal verwateren. Er ontstaan nieuwe ordes met strenge leefregels enzovoort.
De kloosters hebben veel bijgedragen aan de ontwikkeling van Europa. Ze staan aan het begin van de Grote Ontginning en herintroduceren met de kloostermoppen de baksteen in het noorden, vermenigvuldigen boeken in hun scriptoria en leggen met hun kloosterscholen de basis voor het onderwijs 
en met hun gasthuizen voor de daklozenopvang, de ziekenzorg en de verpleeghuizen. Ze bieden met dat laatste een eerste mogelijkheid aan vrouwen voor een maatschappelijke rol buiten het gezinsverband.

## Europa
In het vroegmoderne West-Europa ontstaat het kapitalisme uit het feodale systeem in de late middeleeuwen. De arbeidsverdeling zet in deze periode steeds verder door, wat een proces van individualisering op gang brengt, versterkt door de overgang van een agrarische naar een stedelijke samenleving. 
De Italiaanse steden drijven al in de 14e eeuw een levendige handel met de Vlaamse steden Gent en Brugge, centra van textielnijverheid. Op de aldus ontstane handelsroute liggen de Zuid-Duitse vrije steden Augsburg en Neurenberg. In de 15e eeuw nemen zij het initiatief over. Augsburg wordt het nieuwe handelscentrum in het verkeer tussen Noord-Italië en Noord-Europa. Ook het geldwezen vindt hier zijn nieuwe centrum, met name in het bankiershuis Fugger. Neurenberg wordt het middelpunt van innovatieve metaalindustrie.
In de 16e eeuw schuift het centrum verder naar het noorden. De Zuidelijke Nederlanden komen in de Bourgondische Kreits snel tot ontwikkeling. Industrie is er in het zuiden, handel en bankwezen in Vlaanderen en Brabant, vooral in Antwerpen.

## Afrika
- De transsaharahandel is een netwerk van handelskaravanen die de noordkust van Afrika, Egypte en de Sahel met elkaar verbinden. Hiermee is het de schakel voor de handel tussen de gebieden rond de Niger in het zuiden van West-Afrika en Europa. In het oosten sluit het aan op de zijderoute.

## Amerika
De eerste Europese import, het paard, verandert de levens van Amerindiaanse stammen op de Great Plains die hun nomadische leefstijl kunnen opgeven en vanaf paarden op bizons kunnen jagen. 
Koffie en suikerriet uit Azië worden intensief verbouwde gewassen op Latijns-Amerikaanse plantages. Vóór de Columbiaanse uitwisseling zijn er geen sinaasappelen in Florida, geen bananen in Honduras, geen rubberbomen in Afrika, geen runderen in Texas, geen ezels in Mexico en geen chocolade in Zwitserland. Ook de paardenbloem is als onkruid door Europeanen naar Amerika gebracht.

## Azië
- Khmer-rijk
- Pagan
- Chola's
- Goryeo
- Song-dynastie
- Hoysala
- Seltsjoeken
- Ming-dynastie
- Vijayanagararijk
- Qing-dynastie
- Mogolrijk
- Tussen de 10e en de 20e eeuw fungeren karavanserais als veilige overnachtingsplek voor reizende handelaren, hun waren en hun dieren.

## Tijdmeting
In de eerste eeuwen van het millennium bepaalt de zonnestand de tijd, die dus per definitie lokaal is. Op plaatsen waar een meer gedetailleerde tijdmeting nodig is, zoals steden en kloosters, plaatst men een zonnewijzer. Daarmee wordt de dag ingedeeld in twaalf gelijke delen. Omdat de lengte van de dagen per seizoen verschilt, variëren dus ook de uren. 
Doordat vanaf de 13e eeuw in steeds meer steden een uurwerk in de kerktoren hangt, wordt de dag ingedeeld in twaalf gelijke uren. Dat bevordert op zijn beurt weer de groei van het aantal uurwerken, omdat een belangrijke belemmering weggenomen is.
In de 18e eeuw vindt het uurwerk zijn weg naar de huiskamer als staande of hangende klok en vanaf de 19e eeuw ook naar het individu als horloge.

## Kennis en techniek
In de Vroegmoderne Tijd na de Middeleeuwen worden er talloze universiteiten opgericht in vrijwel alle grote steden en breidt het aantal studierichtingen zich gestaag uit. Onder invloed van de verlichting vinden er tegen het einde van de achttiende eeuw vele veranderingen plaats binnen de universiteiten. Onder invloed van de wetenschappelijke revolutie wordt de moderne wetenschappelijke methode geïntroduceerd. De experimentele methode wordt meer en meer gehanteerd. De exacte wetenschappen verwerven een plaats aan de universiteiten. De nadruk komt te liggen op het verwerven van nieuwe kennis. Het doel is hierbij alleen kennis, de nadruk ligt zeker niet op de toepassingen van de kennis. Het type universiteit dat ontstaat noemt men de Humboldt-universiteit, vernoemd naar Wilhelm von Humboldt.
- Rekenen
- Inenting
- Atomische theorie
- Anesthesie
- Natuurlijke selectie
- Genetica
- Speciale relativiteitstheorie
- Penicilline

De geneeskunde werkt tot halverwege de 19e eeuw op basis van de humorale leer, de idee dat ziekte en gezondheid samenhangen met het evenwicht tussen de vier lichaamssappen die al door Galenus werden onderscheiden: bloed, slijm, gele en zwarte gal.

## Economische modellen
Europa ontwikkelt zich vanuit het feodalisme van de Hoge Middeleeuwen, waarin het grondbezit de bepalende factor in de economie is,  via het Corporatisme van de ambachtsgilden met hun streven naar harmonische productieverhoudingen naar het kapitalisme van de Verlichting, eerst in zijn rauwe vorm (liberalisme) en ten slotte in een sociaal-liberale gemengde economie.

### Productie
Door de monetarisering van de middeleeuwse economie wordt naast zelfstandige beroepsarbeid ook in toenemende mate loonarbeid mogelijk. Vooral de industrialisatie draagt hieraan bij. Deze brengt niet alleen veranderingen in het productieproces door mechanisatie, maar ook in de productieorganisatie zoals de invoering van het fabriekssysteem. Hierdoor ontstaat uiteindelijk het moderne arbeidsbestel.

## Medisch
rect 260 129 438 249 Zwarte Dood
In de Middeleeuwen worden ziektes en plagen gezien als straf van God. Ook worden er zondebokken gezocht als de joden of heksen. Stukje bij beetje worden de echte oorzaken ontdekt en worden remedies ontwikkeld. 

## Energie

### Fossiele brandstoffen
Tijdens de Hoge Middeleeuwen ontstaat door de bevolkingsgroei een tekort aan brandhout voor de verwarming van huizen en voor de ambachtelijke productieprocessen. Door vervening gaat men turf winnen, eerst in de eigen omgeving en later in grote veenkoloniën. Voor het vervoer naar de steden worden turfvaarten gegraven. 
Tijdens de Industriële Revolutie komt de kolenwinning op. Voor het droogpompen van de diepe mijnen wordt de stoommachine uitgevonden, die zelf weer steenkool gebruikt als brandstof. In de 19e eeuw komt aardolie erbij als de verbrandingsmotor het wint van de stoommachine.

### Windkracht
- De eerste windmolens verschijnen rond het jaar 1000 in Noordwest-Frankrijk, Vlaanderen en Zuid-Engeland. In wezen zijn dit watermolens geplaatst op een centrale paal waarbij het rad vervangen is door wieken.
- De scheepvaart toont een langzame én voortdurende ontwikkeling van zeil en romp: van plompe schepen met vierkante zeilen hangend en gevoerd onder aan een ra (het dwarsgetuigde schip) tot slanke schepen met diepe kiel en de zeilen strak vooraan aan gespannen (het langsgetuigde schip).

## Vervoer
- Vele hulpmiddelen worden uitgevonden om de mens te helpen zijn / haar weg te vinden te land, ter zee en in de lucht: van kompas en sextant tot GPS.
- Vanaf de 19e eeuw vindt een sterke Mechanisering plaats. Die brengt uitvindingen met zich mee als de Fiets, de Stoomturbine, de Verbrandingsmotor en deLuchtvaart

## Cultuur
De 11e-eeuwse Italiaanse monnik Guido van Arezzo wordt beschouwd als de grondlegger van de hedendaagse muzieknotatie, al is die in de loop van de tijd wel onderhevig aan allerlei veranderingen, zoals bij het Gregoriaans.
- In de middeleeuwen ontstaat bij de stadsbewoners de behoefte om de kerkdiensten intenser te beleven en op een meer herkenbare wijze uiting te geven aan hun geloof. De meerstemmige

muziek komt hier aan tegemoet. De kapelmeesters van de Notre-Dame in Parijs spelen een belangrijke rol in de ontwikkeling van de polyfonie. Zij introduceren de hoge en lage contratenor, die zorgt voor een tweede en derde stem, naast de bestaande melodielijn van de gregoriaanse tenorstem, de cantus firmus.
De polyfonie wordt verder gevoerd door de Franco-Vlaamse School, de Italiaanse Renaissancemuziek en de Duitse barokmuziek.

## Stad en land
- Rond de 12e eeuw is de stoel in China een alledaags voorwerp geworden. In Europa duurt het tot de 16e eeuw voordat de stoel meer voet aan de grond krijgt in doorsnee huishoudens. Vooral de renaissance maakt dat de stoel minder een statussymbool en meer een alledaags gebruiksvoorwerp wordt.
- De bakoven wordt in steden actief gebruikt vanaf de Middeleeuwen en op het platteland tot in de twintigste eeuw. Daar hebben veel gezinnen de beschikking over een bakoven. Soms moet men die delen met buren of met een gemeenschap, maar in de meeste gevallen heeft iedere boerderij een eigen bakhuis.

## Klimaat, natuur en landbouw
- Tijdens het Middeleeuws klimaatoptimum heerst er een merkbaar warmer klimaat op het noordelijk halfrond gedurende enige eeuwen zo rond 1000-1200. Deze periode

wordt gevolgd door een daling van de temperatuurniveaus tot en met de periode tussen 1500 en 1700, de Kleine IJstijd. Daarna volgt, mede door menselijke activiteiten, een nieuwe opwarming.
- De Columbiaanse uitwisseling van dieren- en plantensoorten heeft grote invloed op het leven in Europa, Amerika, Afrika en Azië. Voedsel dat mensen voorheen nooit hebben gezien, wordt volksvoedsel. Zo zijn er voor 1492 geen aardappelen buiten Zuid-Amerika. In de negentiende eeuw is Ierland zo afhankelijk van de aardappel dat een misoogst leidt tot de Ierse hongersnood (1845-1850).

Tomatensaus, gemaakt van tomaten uit de Nieuwe Wereld, wordt een Italiaans handelsmerk.

## Lage landen
- De vele en rijke steden van de westelijke Nederlanden, eerst die in Vlaanderen, daarna in Brabant en uiteindelijk in Holland, brengen in de late middeleeuwen en de vroegmoderne tijd een eigen gezamenlijke taalstandaard voort, die we tegenwoordig kennen als Nederlands.

## Belangrijke personen

### Afrika

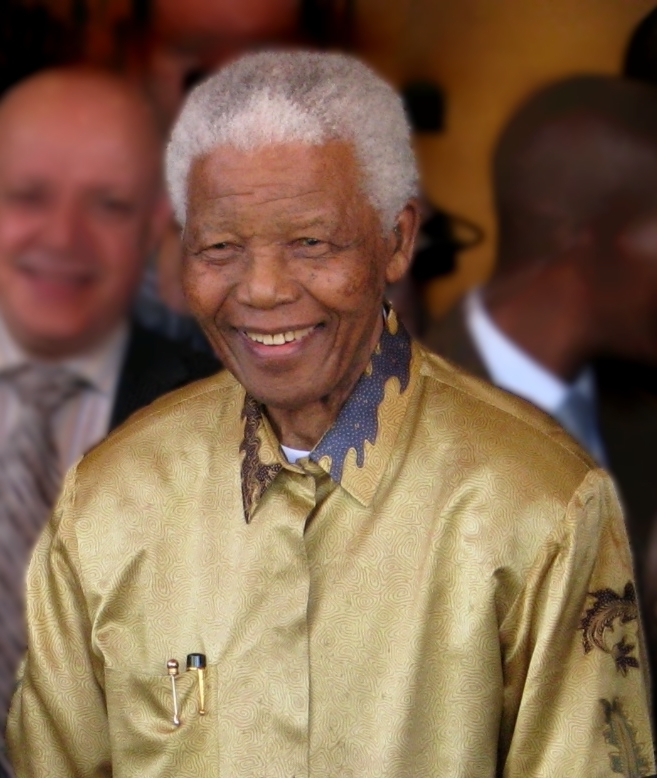
Nelson Mandela

- Abd al-Mu'min ibn Ali (1094 - 1163)
- Ibn Khaldun (1332 - 1406)
- Shaka Zoeloe (ca. 1787 - 1828)
- Menelik II (1844 - 1913)
- Haile Selassie (1892 - 1975)
- Max Theiler (1899 - 1972)
- Gamal Abdel Nasser (1918 - 1970)
- Nelson Mandela (1918 - 2013)
- Desmond Tutu (1931 - 2021)

### Amerika
- Acamapichtli (? - 1395)
- Motecuhzoma I (ca. 1398 - 1469)
- Pachacuti (? - 1471/1472)
- Atahualpa (1502 - 1533)
- Pocahontas (1596 - 1617)
- Benjamin Franklin (1706 - 1790)
- George Washington (1732 - 1799)
- Thomas Jefferson (1743 - 1826)
- Simón Bolívar (1783 - 1830)
- Abraham Lincoln (1809 - 1865)
- Thomas Edison (1847 - 1931)
- Henry Ford (1863 - 1947)

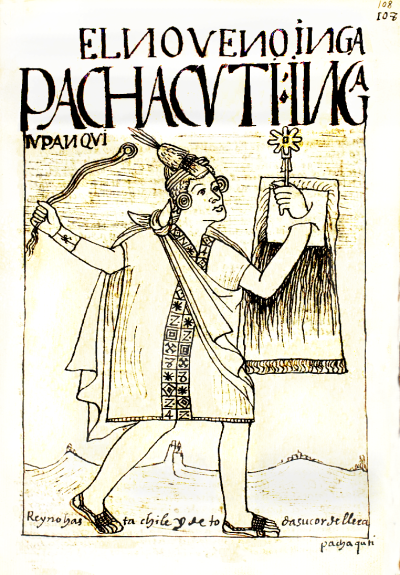
Pachacuti

Abraham Lincoln

- Franklin Delano Roosevelt (1882 - 1945)
- Harry S. Truman (1884 - 1972)
- Richard Nixon (1913 - 1994)
- John F. Kennedy (1917 - 1963)
- Martin Luther King (1929 - 1968)

### Azië
- Shen Kuo (1031 - 1095)
- Omar Khayyám (1048 - 1123)
- Saladin (1137 - 1193)
- Bhāskara II (1114 - 1185)

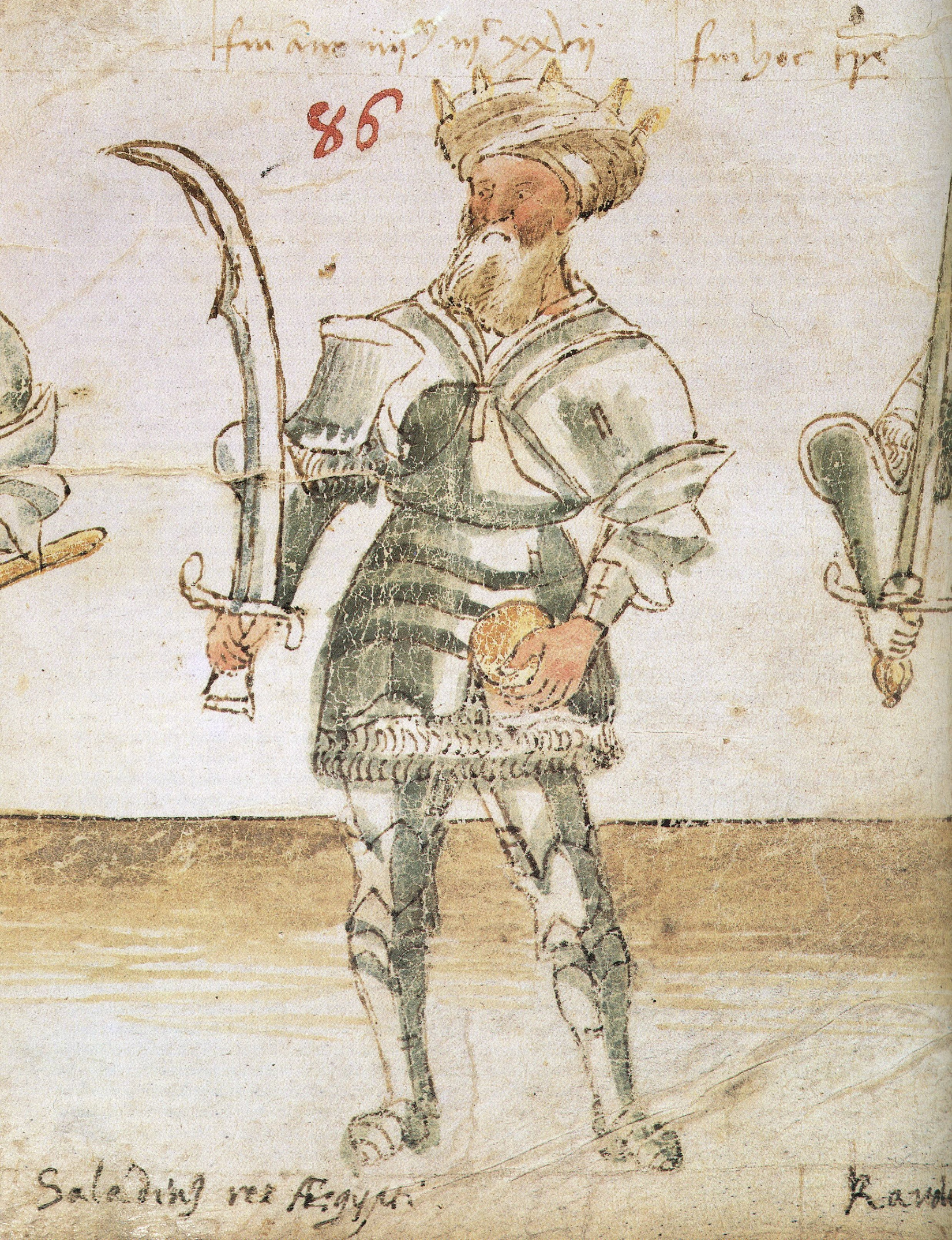
Saladin

Dzjengis Khan

- Minamoto no Yoritomo (1147 - 1199)
- Dzjengis Khan (1162 - 1227)
- Timoer Lenk (1336 - 1405)
- Yongle (1360 - 1424)
- Hongxi (1378 - 1425)
- Goeroe Nanak (1469 - 1539)
- Süleyman I (1494 - 1566)
- Shah Jahan (1592 - 1666)
- Matsuo Basho (1644 - 1694)
- Qianlong (1711 - 1799)
- Mangal Pandey (1827 - 1857)
- Cixi (1835 - 1908)
- Mahatma Gandhi (1869 - 1948)
- Mao Zedong (1893 - 1976)
- Ruhollah Khomeini (1902 - 1989)

### Europa

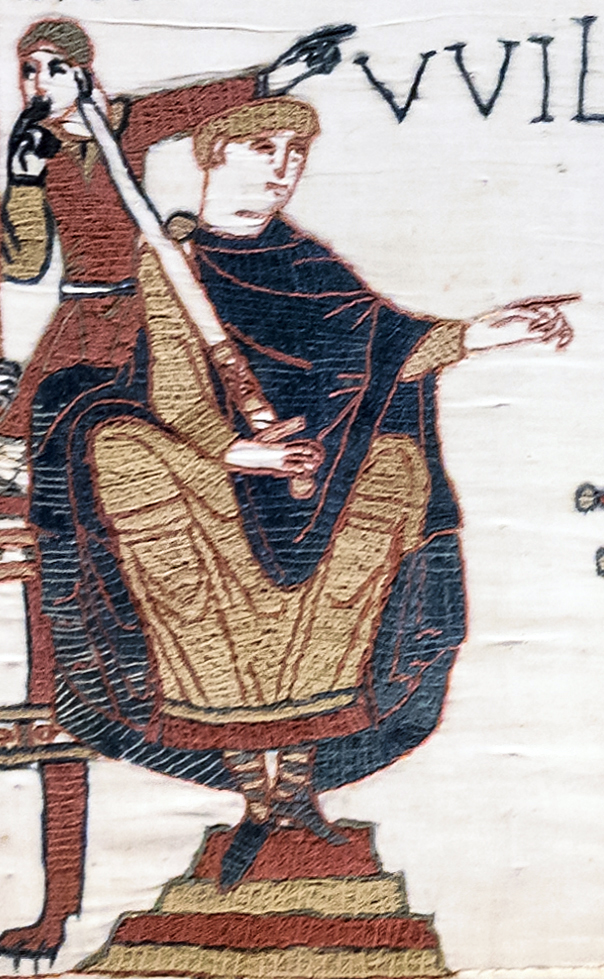
Willem de Veroveraar

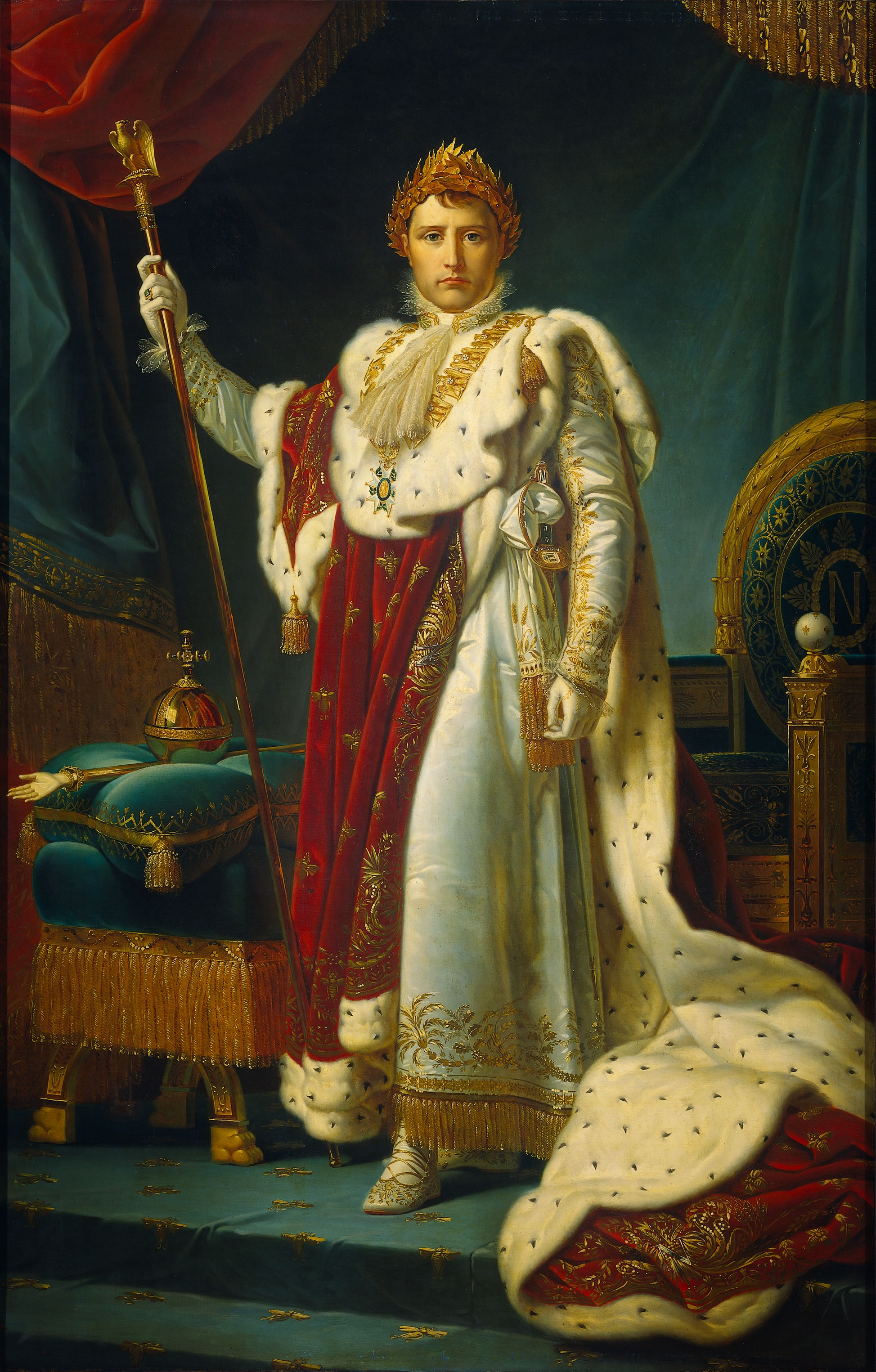
Napoleon Bonaparte

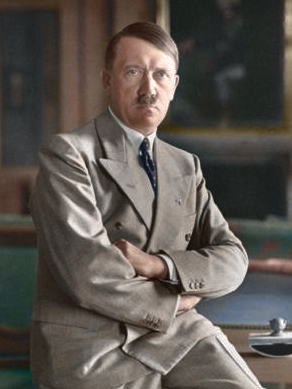
Adolf Hitler

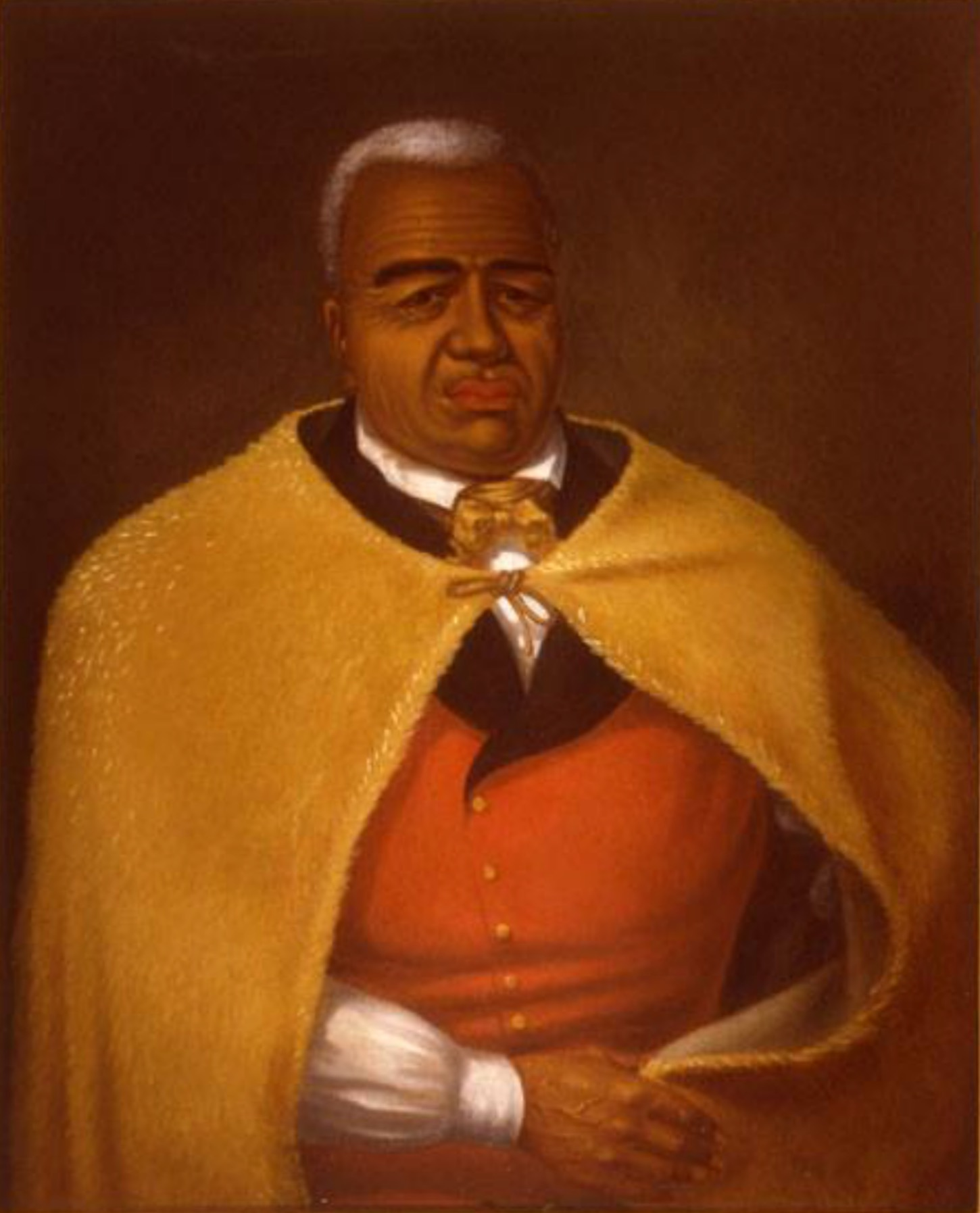
Kamehameha I

- Samuel van Bulgarije (ca. 950 - 1014)
- Basileios II Boulgaroktonos (958 - 1025)
- Willem de Veroveraar (1028 - 1087)
- Richard I van Engeland (1157 - 1199)
- Thomas van Aquino (1225 - 1274)
- Marco Polo (1254 - 1324)
- Johannes Hus (ca. 1369 - 1315)
- Johannes Gutenberg (1397 - 1468)
- Jeanne d'Arc (1412 - 1431)
- Christoffel Columbus (1451 - 1506)
- Leonardo da Vinci (1452 - 1519)
- Nicolaas Copernicus (1473 - 1543)
- Michelangelo Buonarroti (1475 - 1564)
- Ferdinand Magellaan (1480 - 1521)
- Maarten Luther (1483 - 1546)
- Galileo Galilei (1564 - 1642)
- William Shakespeare (1564 - 1616)
- René Descartes (1596 - 1650)
- Otto von Guericke (1602 - 1686)
- John Locke (1632 - 1704)
- Lodewijk XIV van Frankrijk (1638 - 1715)
- Isaac Newton (1643 - 1727)
- Peter I van Rusland (1672 - 1725)
- Johann Sebastian Bach (1685 - 1750)
- Voltaire (1694 - 1778)
- Carl Linnaeus (1707 - 1778)
- Jean-Jacques Rousseau (1712 - 1778)
- Adam Smith (1723 - 1790)
- Catharina II van Rusland (1729 - 1796)
- James Watt (1736 - 1819)
- Napoleon Bonaparte (1769 - 1821)
- Ludwig van Beethoven (1770 - 1827)
- Wolfgang Amadeus Mozart (1756 - 1791)
- Charles Darwin (1809 - 1882)
- Otto von Bismarck (1815 - 1898)
- Karl Marx (1818 - 1883)
- Louis Pasteur (1822 - 1895)
- Sigmund Freud (1856 - 1939)
- Nikola Tesla (1856 - 1943)
- Vladimir Lenin (1870 - 1924)
- Winston Churchill (1874 - 1965)
- Jozef Stalin (1878 - 1953)
- Albert Einstein (1879 - 1955)
- Igor Stravinsky (1882 - 1971)
- Mustafa Kemal Atatürk (1881 - 1938)
- Adolf Hitler (1889 - 1945)
- Charles de Gaulle (1890 - 1970)
- Josip Broz Tito (1892 - 1980)
- Michail Gorbatsjov (1931 - 2022)

## Energie
Het delven van veen is honderden jaren een lucratieve bezigheid omdat het in de vorm van turf de belangrijkste beschikbare brandstof is. Turf is brandstof voor ovens, brouwerijen, destilleerderijen, kokerijen en dergelijke, en maakt de industrialisatie in de gouden eeuw mogelijk. Ook als huisbrandstof is turf in de periode die wel de kleine ijstijd genoemd wordt, onontbeerlijk. Ook in Drenthe zijn al in de late middeleeuwen overal turfmarkten te vinden. Ondanks de grote opgang die steenkool in de negentiende eeuw maakt, is turf tot ver in de twintigste eeuw als huisbrandstof van belang gebleven. De brandstofschaarste in beide wereldoorlogen is daar medeoorzaak van.
<< · 11e · 12e · 13e · 14e · 15e · 16e · 17e · 18e · 19e · 20e · >>
<<< · 10e · 9e · 8e · 7e · 6e · 5e · 4e · 3e · 2e · 1e · "0" · 1e · 2e · 3e · 4e